# Виктор Райчев
Виктор Иванов Райчев е български диригент и композитор, брат на композитора Александър Райчев и на оперния диригент Ромео Райчев. В продължение на 30 години, от 1952 до 1982 година, е диригент и директор на Музикалния театър „Стефан Македонски“.

## Биография
Роден е в София в семейството на занаятчия. Започва да учи музика на 14-годишна възраст, но дълго време заниманията му са само любителски. През 1944 година завършва стопански науки в Софийски университет. След това, докато отбива редовната си военна служба, основава и ръководи самодеен ансамбъл към I дивизия. Така решава да продължи да се занимава с музика професионално.
През 1952 година Виктор Райчев завършва Държавната консерватория в класа по диригентство на Асен Димитров и класа по композиция на Парашкев Хаджиев. Още докато следва, става ръководител на Ансамбъла при профсъюзния дом „Георги Димитров“ (1948-57). С дипломирането си започва работа в Музикалния театър „Стефан Македонски“ първо като диригент, през 1959 г. като главен диригент, а от 1962 до 1967 година – като директор. На сцената на театъра поставя за първи път множество оперети на български, съветски и западноевропейски автори. През 1982 година заболява и се оттегля от активна творческа и диригентска дейност.
Първите си композиционни опити Райчев започва през 1939 година. По време на следването си пише хорови и солови вокални творби, детски песни и композиции за пиано, като в интонационно отношение, творбите му се определят най-близо до естрадата, градските романси и маршовете. По-късно се ориентира към оперетния жанр. По-значимите му произведения са оперетите „Младостта на маестрото“ (посветена на Маестро Георги Атанасов) и „Балът на жените“, а сред песните – „Воювай за светъл живот“ и „Мирно небе“.
През 1959 година Виктор Райчев е удостоен с орден „Кирил и Методий“ II степен. През 1971 година песента му „Дон Кихот“ печели второ място на фестивала „Златният Орфей“, през 1976 година трето място на същия фестивал заема песента му „Ще си отидеш“, изпълнена от Йорданка Христова.

## Творчество
Опера
„Сянката“ – комична приказка по Еди Шварц (1966, София, ДМТ).
Оперети
„Младостта на Маестрото“ – по либрето на Емил Видлички (1957, София, ДМТ);
„Покорител на земи и сърца“ (още известна като „Женски герой“) – по либрето на Коста Наумов и П. Стефанов по Плавт (1958, София, ДМТ);
„Бал на жените“ – по либрето на Емил Видлички (1959; 1960, София, ДМТ);
„Щастливецът“ (1964, София, ДМТ);
„Къщичка от карти“ (1969, София, ДМТ);
„Срещи“ (1974, София, ДМТ);
„Хъшове“ (романт. опера) по Иван Вазов (1975, София, ДМТ).
Хорово-оркестрови
„Молитва от Ботев връх“  балада (1980);
„Смъртта на Самуила“  балада за смесен хор, солист и оркестър, и други.
Камерни
„Серенада“ (1967).
12 пиеси за пиано, и други.